# 尖裂假瘤蕨
尖裂假瘤蕨（学名：Phymatopteris oxyloba）为水龙骨科假瘤蕨属下的一个种。

## 扩展阅读
- 維基物種上的相關：尖裂假瘤蕨